# Nucula
Genre
Nucula est un genre de mollusques marins bivalves.

## Liste des espèces
- Nucula aegeensis Jeffreys, 1879
- Nucula annulata Hampson, 1971
- Nucula atacellana Schenck, 1939
- Nucula calcicola Moore, 1977
- Nucula cancellata Meek et Hayden, 1856
- Nucula cardara Dall, 1916
- Nucula carlottensis Dall, 1897
- Nucula chrysocome
- Nucula crenulata A. Adams, 1856
- Nucula cymella Dall, 1886
- Nucula darella Dall, 1916
- Nucula delphinodonta Mighels et C. B. Adams, 1842
- Nucula exigua G. B. Sowerby I, 1833
- Nucula fernandinae Dall, 1927
- Nucula granulosa Verrill, 1884
- Nucula groenlandica Posselt, 1898
- Nucula hanleyi Winckworth
- Nucula nitidosa Winckworth, 1930
- Nucula nucleus (Linnaeus, 1758)
- Nucula proxima Say, 1822
- Nucula subovata Verrill et Bush, 1898
- Nucula sulcata Bronn, 1831
- Nucula tenuis (Montagu, 1808)
- Nucula tumidula (Malm, 1860)
- Nucula turgida Leckenby & Marshall, 1875
- Nucula zophos A. H. Clark, 1960